# Katedra greckoprawosławna Zaśnięcia Bogurodzicy w Londynie
Katedra greckoprawosławna Zaśnięcia Bogurodzicy (ang. The Greek Orthodox Cathedral of the Dormition of the Mother of God) – katedra arcybiskupstwa Tiatyry i Wielkiej Brytanii Patriarchatu Konstantynopolitańskiej. Mieści się w londyńskiej dzielnicy Wood Green, w gminie London Borough of Haringey, przy ulicy Trinity Road.
Została zbudowana jako kościół metodystyczny pod wezwaniem świętej Trójcy w 1871. Zaprojektowany przez wielebnego J.N. Johnsona. W 1970 został mianowany katedrą greckoprawosławną pod wezwaniem Zaśnięcia Bogurodzicy Liczba wiernych uczestniczących w nabożeństwie w każdą niedzielę w katedrze, jest szacowana na 750 osób. Przy świątyni działa Bractwo św. Barnaby.